# 町庭坂
町庭坂（まちにわさか）は、福島県福島市の大字である。郵便番号は960-2261。

## 地理
福島市西部の吾妻地域に属し、地区北西部に位置する。北で李平、大笹生と、東で笹木野、下野寺と、南で上野寺、二子塚、在庭坂と、西で耶麻郡猪苗代町若宮とそれぞれ隣接する。概ね市町村制施行以前の旧信夫郡町庭坂村域にあたる。福島盆地西端部の平野部と西側にそびえる吾妻連峰を範囲とし、西側の大半は山林で占められており、吾妻連峰の中腹に高湯温泉が位置する。平野部は域内を横断するJR奥羽本線庭坂駅を中心に旧大庭村の市街地であり、住宅や商業施設が建ち並び、周囲には田畑や果樹園が広がる。上町に所在する福島警察署及び上野寺に所在する福島消防署西出張所がそれぞれ管轄にあたる。

## 山
- 吾妻山
  - 一切経山

## 河川・湖沼
- 松川
- 天戸川
  - 鈴川
  - 水沢
- 五色沼
- 不動沢

### 主な字
- 愛宕堂
- 荒町
- 石田道
- 一本杉
- 一本松
- 内町
- 大原
- 江下
- 大堀附
- 石塚
- 石田
- 大坪
- 男石
- 女石
- 柿ノ下
- 笠松
- 金腐
- 金沢
- 上清水
- 上切枯

- 上原
- 北原
- 狐林
- 清水
- 清水原
- 清水前
- 黄金坂
- 小峠
- 小原
- 小丸山
- 小道
- 久保田
- 柿ノ口
- 熊ノ堂
- 小森
- 後生老
- 崩
- 上林
- 下切枯
- 下花沢

- 下原
- 新林
- 新町
- 神ノ森
- 杉ノ上
- 杉ノ下
- 隅田
- 坂ノ下
- 三斗蒔
- 堰谷地
- 堰ノ内
- 下林
- 高湯
- 大膳橋
- 大町
- 天狗塚
- 砥石山
- 遠原一
- 遠原二
- 遠原三

- 遠窪
- 飛塚
- 富山
- 高橋
- 塚田
- 土谷場
- 中通
- 中原
- 長沼
- 長林
- 七尋石
- 呑塚
- 中ノ内
- 畑外
- 花井
- 原際
- 原中
- 原ノ内
- 東原
- 古林

- 堀ノ内
- 花沢
- 東志田原
- 原田
- 前田
- 町下
- 町尻
- 松ノ下
- 水内
- 見附堂
- 宮下
- 森
- 森ノ前
- 宮田
- 箕羽
- 目洗川
- 宮前
- 矢細工
- 休所

- 湯花沢
- 湯町
- 横道
- 横町
- 米田
- 山ノ下
- 山ノ上
- 蓬平
- 六本松
- 割石

## 歴史
- 1889年（明治22年）4月1日 - 町村制の施行により信夫郡庭坂村が発足。旧町庭坂村域は庭坂村の大字となる。
- 1954年（昭和29年）3月31日 - 庭坂村が合併により大庭村となり、大庭村の大字となる。
- 1956年（昭和31年）9月30日 - 大庭村が合併により吾妻村となり、吾妻村の大字となる。（1962年（昭和37年）11月1日に町制施行し吾妻町となる。）
- 1968年（昭和43年）10月1日 - 吾妻町が福島市に編入され、福島市の大字となる。

## 世帯数と人口
2022年（令和4年）6月30日現在の世帯数と人口は以下の通りである。
| 大字   | 世帯数   | 人口   |
| ------ | -------- | ------ |
| 町庭坂 | 2243世帯 | 5279人 |

## 小・中学校の学区
市立小・中学校に通う場合、学区は以下の通りとなる。
| 番地                                   | 小学校             | 中学校             |
| -------------------------------------- | ------------------ | ------------------ |
| 字高湯、目洗川、砥石山、湯花沢、神ノ森 | 福島市立庭塚小学校 | 福島市立吾妻中学校 |
| 上記を除く全域                         | 福島市立庭坂小学校 | 福島市立吾妻中学校 |

## 交通

### 鉄道
- JR奥羽本線
  - 庭坂駅

### 道路
- 福島県道5号上名倉飯坂伊達線
  - 庭坂跨線橋（JR奥羽本線）
- 福島県道70号福島吾妻裏磐梯線
  - 磐梯吾妻スカイライン
    - 不動沢橋（不動沢）
- 福島県道198号庭坂停車場線
- 福島県道310号庭坂福島線
- 福島市道17号鳥川大笹生線
- 福島市道24号長畑黄金坂線
- 福島市道116号佐原折戸線（福島西部広域農道）
  - 奥松川橋（松川）

### バス
福島交通路線バス
- （福島駅・大原綜合病院方面） - 遠原 - 長沼 - 小峠 - 庭坂駅前 - 内町 - 湯町 - （志田方面）
  - 志田
- （福島駅・大原綜合病院方面） - 遠原 - 長沼 - 小峠 - 庭坂駅前 - 庭塚入口 - 原の内 - 庭坂荒町
  - 由添団地経由庭坂
  - 長沼経由庭坂
- （福島駅・大原綜合病院方面） - 大原 - 運転免許センター - 原の内 - 庭坂荒町
  - 運転免許センター経由庭坂
- * （福島駅・大原綜合病院方面） - 玉子湯 - 高湯 - ハイランド前

## 施設
- 国土交通省東北地方整備局吾妻山山系砂防出張所松川庁舎
- 福島運転免許センター
- 福島市立吾妻中学校
- 福島市立庭坂小学校
- 高湯温泉
  - 共同浴場あったか湯
- いちい 庭坂店
- ツルハドラッグ 福島庭坂店
- 遠原団地
- 曹洞宗清水寺
- 鷲大明神